# Lil’ Kim
Kimberly Denise Jones (Bedford–Stuyvesant, 1974. július 11. –), művésznevén Lil' Kim Grammy-díjas amerikai rapper, alkalmi színész és televíziós személyiség.
Fiatalkorában az utcán nőtt fel New York-ban, miután kidobták otthonról. Tizenévesen a freestyle rap irányába fordult. 1994-ben fedezte őt fel The Notorious B.I.G., aki meghívta a Junior M.A.F.I.A. nevű csapatba. 1996-ban jelent meg első szólóalbuma, ami platina státuszt ért el. Összesen öt szóló nagylemeze jelent meg. 2005-ben egy évet börtönben ült, miután eskü alatt hazudott egy barátjáról, aki egy lövöldözésben vett részt.

## Diszkográfia

### Szóló stúdióalbumok
- Hard Core (1996)
- The Notorious K.I.M. (2000)
- La Bella Mafia (2003)
- The Naked Truth (2005)
- 9 (2019)